# Neyterkob Corona
Neyterkob Corona est une corona, formation géologique en forme de couronne, située sur la planète Vénus par 49,7° N et 204,7° E. Elle est localisée dans le quadrangle de Ganiki Planitia. Elle a été nommée en référence à Neyterkob, déesse Masaï de la Terre et de la fertilité. 

## Géographie et géologie
Neyterkob Corona couvre une surface circulaire d'environ 211 km de diamètre. 